# Николенко, Олег Игоревич
Олег Игоревич Николенко (укр. Олег Ігорович Ніколенко; род. 19 августа 1986, Херсон) — украинский дипломат, спикер Министерства иностранных дел Украины (2020—2024). 11 марта 2024 года назначен генеральным консулом Украины в Торонто.

## Биография
Олег Николенко получил в 2008 году в КНУ им. Тараса Шевченко филологическое образование и стал переводчиком английского и арабского языков, а в 2013 году — юристом-международником.
В 2008 году прошёл конкурс на должность атташе посольства Украины в Ливии, где, начиная с 2011 года, когда в Ливии вспыхнула гражданская война, работал в экстремальных условиях, занимался эвакуацией украинских граждан. После возвращения в 2013 году из Ливии работал в МИД Украины, где продолжал заниматься регионом Северной Африки и Ближнего Востока.
С декабря 2015 по сентябрь 2020 года — представитель Постоянного представительства Украины при ООН в Нью-Йорке.
С мая 2019 по апрель 2021 был избран на должность вице-председателя комитета ООН по вопросам информации, участвовал в реформировании информационной политики ООН в контексте противодействия пандемии COVID-19.
С 22 ноября 2020 по 11 марта 2024 года — спикер Министерства иностранных дел Украины.
11 марта 2024 года назначен генеральным консулом Украины в Торонто.